# 主役は銭形
主役は銭形（しゅやくはぜにがた）は、モンキー・パンチ原作『ルパン三世』の登場人物である銭形警部が主人公のパチスロ機。前々作「ルパン三世」、前作「不二子2」の後継機（ただし、3機種ともスペックは大きく異なる）。

## 概要
2004年5月に平和から発売された。それ以前にルパンと不二子をモチーフにしたパチスロが出ているので、この台がルパンシリーズの3作目となる。ボーナスのストック機能を搭載したAタイプの大量獲得機で、ビッグボーナス中の押し順ナビに従うとほぼ711枚獲得できる。
発売当初は10万台を超える販売台数を記録しそれなりのヒットとなったが、『北斗の拳』（サミー）、『吉宗』（大都技研）の爆発的な人気の陰に隠れ、徐々に設置台数を減らしていた。しかし、元々出玉性能は高い（爆発力という点では『吉宗』に劣るが、その他の点では遜色はない）ことから、2006年7月に『吉宗』が検定期限切れでホールから撤去されるとその後釜として本機種を再導入するホールが続出。そのためメーカーでは、2006年10月に急遽「主役は銭形 THE FINAL」と題した新パネル機を発売した。
他の4号機同様、2007年4月19日に検定切れを迎え、ホールから撤去された。

## 機械割
| 設定 | 機械割 |
| ---- | ------ |
| 1    | 95.1%  |
| 2    | 97.6%  |
| 3    | 101.0% |
| 4    | 105.8% |
| 5    | 109.3% |
| 6    | 115.3% |

## ボーナス条件
主なボーナス放出条件は特定G数到達時（RT終了G）である。また、チェリーの一部がRT解除役として用意されている。
- 2枚チェリー（出現率1/8192）出現でボーナス確定。
- 4枚チェリー（の一部）でRTを32G以内に短縮。

チェリー成立後には高期待度演出「ゼニガタイム」に突入することがある。
本機の特徴として、一般的なパチスロ機における「ベル」絵柄（5～10枚役）が「プラム」になっており、「ベル」は他の台における「スイカ」（12～15枚役）に相当する。また、このシリーズの共通点として、不二子のチャンスキャラとしての存在が大きい。
ビッグボーナスとレギュラーボーナスの比率は概ね6:4となっている。
天井は次回BIGの場合は1490G、次回REGの場合は999G。

## ビッグボーナス
ビッグボーナスでは押し順ナビに従った上で711枚に満たなかった場合は、1G連が発生する。3G連時と違い、1G連時はストック切れがない限り必ずビッグボーナスが成立する。
- 1G連ビッグの条件
  - ビッグ中の純ハズレ当選→タイプライター演出（俺の名はルパン三世）が発生。ビッグ32回に1回の確率。
  - JACハズレ当選→ビッグ2730回に1回の確率。
  - 純粋なパンク発生→ビッグ1103回に1回の確率。
- ビッグ終了後の3ゲーム連チャン
  - ビッグボーナス終了後に限り3ゲーム連チャンの抽選を行う→全設定共通の30.07%で当選。ボーナスの振り分けは通常のボーナス放出時と同じ。ビッグ終了後にルパンが牢獄から脱走する演出が発生。
  - 3ゲーム連チャン当選時の演出振分
    - 銭形走って→逮捕 28%
    - 銭形自転車で追いかける→逮捕 28%
    - 銭形走って→失敗→次ゲーム告知 17%
    - 銭形自転車で追いかける→失敗→次ゲーム告知 17%
    - 銭型走って→失敗→サイドカーで逮捕 5%
    - 銭形部下群参加→逮捕 4%
    - ルパン自ら牢獄に 1%

通常のビッグボーナス時のBGMは「ルパン三世'79」が流れるが、上記条件を備えたビッグボーナス時は、歌詞付きの「ルパン三世のテーマ」（ヴォーカル・ヴァージョン、歌：ピートマック・ジュニア）に変化する。

## 主な演出効果
本機プレイ中の主な演出効果は以下のとおり。なお設定によって当選への確率変動があるため、具体的な確率などデータ的なものは割愛。
- ゼニガタイム
  - チェリー（内部的にチェリーB）が成立した後などに移行する30ゲームの演出。
    - チェリーでRT短縮していた場合、ゼニガタイム中にボーナス確定となるが、この間にチェリーを引いてもゼニガタイムのゲーム数が延びることはない。
    - 当然チェリーBでRT短縮していたとしてもゼニガタイムに入らないこともあるし、RT解除が近い場合にはチェリーを引いても短縮抽選はされない。
    - 銭形が自転車に乗ってルパン一味を追跡。銭形のテーマがBGMになり、背景が夕方となる。部下の警察官もパトカーに乗車。

  - パトカーが3ゲーム連続で出現すればボーナス確定（ただし、内部的にパトカー演出1ゲームや2ゲームがたまたま連続して3ゲーム連続に見えることもある）。またパトカー群が絡めば2ゲームで確定（共に本前兆確定）。
- その場気づき演出
  - 歩行中の銭形が立ち止まって何かに気付き、主に下記の演出に派生。ハズレの場合は銭形がキョロキョロして演出終了。
  - 小役当選の場合は前方から小役絵柄が飛んできて銭形がキャッチ。空から雨のように小役が降ってくる演出は期待度が高い。
  - ルパン一味が車両で通り過ぎ、銭形が追跡を続行すればルーレット演出・イベント演出などに派生、諦めれば小役が成立する。通過したキャラクターや乗車している車種によって期待度が変化する。
  - 五ェ門ならベルに対応しており、ベル否定からのイベント演出なら期待度高（ルーレット演出ならボーナス確定）。五ェ門出現ゲームでベル以外の小役が揃いイベント演出突入なら本前兆確定。
  - ルパン達の顔がついたUFOが飛んできて、これを銭形UFOが追いかけるなど、プレミア発展パターンも複数存在。
- 反転ダッシュ演出
  - 歩行中の銭形が突然反転ダッシュ。主に下記の演出に派生。外れの場合は工事中の穴に転落で終了だが、連発すると前兆の可能性。
  - 前方から小役絵柄が飛んできて銭形に当たり転倒すると小役ナビ。複数小役予告の場合は絵柄が地面に落ちているのに気付いて立ち止まる演出に変化。地面に小役が沢山落ちていたり全小役がごちゃ混ぜに落ちていると確率高。希に銭形が小役を蹴飛ばして7に変えたり、外れパターンの工事穴に7が詰まっている、銭形が穴を跳び越し穴の中からルパンが登場するなどのプレミアパターンも。
  - 銭形の前方にルパン出現でルーレット演出、イベント演出などに派生。ルパンが囚人服を着ているとプレミア。
- 銭形接近演出
  - 歩行中の銭形がレバーオンで突然こちらに向かって接近してくる。主に下記の演出に派生。外れの場合はくしゃみで終了だが、頻繁出現で前兆の可能性。
  - 懐からカップラーメンを取り出して食べると小役ナビ。カップの底に描かれた小役絵柄が当選。ハズレの場合はルパンの落書き。ボーナス確定の場合は「当」、プレミアの場合は青数字で「7」が描かれている（前作不二子2での青7）。
  - 懐から写真を取り出して「逮捕だ」とかけ声をかけるパターンは、写真に映っている絵柄の小役が当選。ルパンの写真でルーレット演出やイベント演出に派生する（なお銭形がルパンを逮捕している写真の場合はボーナス確定）。また写真がリプレイ絵柄ならプレ前兆（本前兆とは異なり10ゲーム間の演出ハイ状態）が確定する。
- ルーレット演出
  - 主にその場気づきか反転ダッシュ等から派生。いわゆるパチンコ型のイベントで、数字が3つ揃ってボーナス確定。
  - リーチ状態から次元リーチ、五ェ門リーチ、ルパンリーチ、カーチェイスなどのミニイベント型演出に派生することもあり、プレミア演出も存在。
  - 数字が揃った場合、赤数字（奇数）でBIGが確定。青文字（偶数）はBIGかレギュラーがランダムに確定する。
- シナリオ演出
  - ルパン一味が盗みに入り、銭形の追跡をドラマ仕立にした演出。銭形がルパンを逮捕できればボーナス確定。銀行襲撃やICPO潜入など複数のパターンがある。一般的に美術館<銀行<ICPOの順でボーナスの期待度が高くなる。
  - イベント後1回転目に映る銭形の部下数や、2回転目から現れるルパン一味の増援キャラクターが誰かで期待度が変化（次元<五ェ門<不二子）。画面の細かい部分にお遊び感覚たっぷりの期待度変化演出が多く、プレミアパターンも複数。またICPOイベント以外でルパン一味の増援がなければボーナス確定。
- カットイン演出
  - レバーオンで「ジャキン」という効果音と共に、各キャラクターのアップが液晶にカットイン風に表示。通常は銭形だが、ルパン一味だった場合は期待度高め。小役当選だった場合はリール停止途中でその絵柄が表示される（ルパン一味の場合は各キャラクターに応じた小役が揃う）。揃わなければ「スロット演出」「麻雀演出」「ポーカー演出」などのイベントに派生。イベント冒頭に不二子がカットインすると期待度高。プレミア演出も存在する。
- タイプライター演出（タイプライターからのボーナス確定はBIGのみ）
  - レバーオン、もしくはリール停止時に液晶が暗転し、アニメシリーズのサブタイトルを模した、タイプライター調の予告文字がガシャガシャと表示される。様々な種類が存在するが出現自体が少なく、ボーナス確定パターンもある。出現すれば激アツレベルの期待が持てる演出だが確定ではなく、外れた場合は「リーチ目を盗め」「3連セブンを盗め」などリーチ目を狙う予告の場合も揃わない。また、基本的にタイプライターからのボーナスはBIG確定だが、「チェリーを盗め！」で4枚チェリーが出現し、チェリーによるRT短縮に当選するとレギュラーボーナスの可能性もある。2枚チェリーが出現するとボーナス確定（出現率1/8192）。なお2枚チェリー時は抽選した段階でRTを0に短縮しているので中段チェリーからボーナス図柄を揃えることが可能な制御になっている。
- その他の予告演出等
  - 歩行中の銭形を警察官が追い抜く。連発したり多人数だと期待度上昇。通常画面で「ゼニガタイム」に登場するパトカーが追い抜くとプレミア。
  - 通常画面で唐突に不二子が出現する。「チャンスよ」の台詞で前兆演出（頻発しなければほぼガセ）。「また会ったわね」でチェリーが当選、目押しをしてチェリー否定なら30ゲーム以内のボーナス期待度高。
  - 通常画面の背景にバケツ出現。バケツからルパン一味が顔を出すと、各キャラに対応した小役（ルパン＝リプレイ、次元＝プラム、五ェ門＝ベル、不二子＝チャンス）がナビされる。バケツの中から「蛙」や「7」が出たり、バケツの代わりに宝箱が出現すればプレミア。

## ゲーム機
- スロッターUPコア5 ルパン大好き!主役は銭形（ドラス、PlayStation 2、2004年11月）
- オンラインゲームサイト『777town.net』にてプレイが可能である。

## 主役は銭形2
2014年1月に、オリンピアから続編として「主役は銭形2」が登場した。差枚数管理型AT機で、純増枚数は約2.8枚/G。
大当たりである「銭形BIG」の主な当選契機は、レア役解除とCZによる自力解除。
銭形BIG当選時は初期枚数が決定され、150枚から711枚まで存在。7揃いによって最低初期枚数が異なる（ダブルだと200枚、トリプルだと300枚）。